# HMS Dreadnought (clase Dreadnought)
El HMS Dreadnought es un submarino de la clase Dreadnought armado con misiles balísticos Trident de propulsión nuclear de la Royal Navy que se encuentra actualmente en construcción. El barco líder de su clase, se está construyendo en Barrow-in-Furness. Al terminarlo, se convertirá en el submarino más grande jamás construido en el Reino Unido.

## Historial

### Construcción
El submarino fue aprobado por el Parlamento del Reino Unido en julio de 2016. La construcción del Dreadnought comenzó el 6 de octubre de 2016. En diciembre de 2021 se anunció que el submarino contará con subsistemas de navegación de Lockheed Martin. Otros sistemas incluirán un nuevo sistema Thales Sonar 2076. Gran parte del acero para la construcción proviene de fuentes no nacionales. En marzo de 2021, se anunció que la construcción del submarino se había retrasado debido al impacto de la pandemia de COVID-19. En mayo de 2022, se anunció que la construcción había entrado en la 'fase tres' y que, una vez finalizado, el submarino abandonaría el astillero en Barrow-in-Furness para comenzar las pruebas en el mar.
El 14 de diciembre de 2022 se completó el casco presurizado del submarino. El 29 de diciembre de 2022 llegaron al Reino Unido desde los EE. UU. los 12 tubos de misiles balísticos del Dreadnought, junto con 36 tubos para los demás en su clase.